# Полунощники
«Полуно́щники» — повесть Н. С. Лескова, завершённая осенью 1890 года. Сначала Лесков хотел назвать повесть «Ажидация», по названию описываемого в повести учреждения, то есть места, где «ожидают».
У автора возникали трудности с её публикацией. 14 октября 1890 года Лесков сетовал в письме к Д. Н. Цертелеву, что «Русская мысль» побоялась «Полунощников», «Горы» и «Часа воли божией». «Повесть свою буду держать в столе, — писал он Л. Толстому 8 января 1891 года. — Её по нынешним временам никто и печатать не станет». Но опасения не подтвердились. Повесть была опубликована с подзаголовком «Пейзаж и жанр» в журнале «Вестник Европы» за 1891 год, кн. 11, 12 (ноябрь — декабрь).

## Содержание
Основная сюжетная линия повести — духовно-нравственное развитие дочери фабриканта Клавдиньки Степеневой, повлёкшее за собой также и смену нравственных ценностей членов её семьи. В письме к Б. М. Бубнову (пасынку) от 5 ноября 1891 года Лесков указал, что прототипом Клавдиньки явилась племянница Саввы Морозова, красавица «с 57 миллионами состояния». «Я с неё кое-что зачертил в „Полунощниках“, — писал Лесков Б. М. Бубнову, — но в ней неиссякаемый кладезь для восторгов поэта. Она на днях приезжала сюда просить, чтобы ей позволили раздать миллион голодным, но непосредственно — без попов и чиновников. Говорят, будто ей отказали».
В значительной своей части повесть критически освещает деятельность реального исторического лица — Иоанна Кронштадтского. А. Л. Волынский в книге «Н. С. Лесков» (СПб. 1923) сообщал, что автор «Полунощников» посещал Кронштадт и ту «ажидацию», где собирались верующие в чудеса Иоанна Кронштадтского. В кульминации повести Лесков «сталкивает» Клавдиньку и этого священника, приглашенного «отмолить» богатую девушку от глупых, по мнению матери, заблуждений (отказ от употребления мяса, небрежение обрядовой стороной религии, самостоятельный труд и заработки и т. п.), и выводит свою героиню победителем. Разговор их заканчивается словами девушки: «Пренебрегите нами, у нас всего есть больше, чем нужно; спешите скорее к людям бедственным».

## Критика
Повесть получила сочувственную оценку в журналах «Русская мысль» и «Северный вестник». Критик «Русской мысли» отметил высокую правдивость повести, граничащую с точностью документа. А. Л. Волынский дал весьма высокую оценку художественному таланту Лескова: «В современной текущей литературе г. Лесков (если не считать Толстого) в отношении художественном едва ли не самая крупная величина» («Северный вестник», 1892, № 1). «Полунощников» он характеризует как «превосходный, чрезвычайно оригинальный рассказ», в котором писателю удалось дать «выпуклые образы» и добиться «отчетливости рисунка».
Но критики неодобрительно отозвались о языке повести. А. Волынский при общей высоко положительной оценке Лескова и его повести нашел необходимым указать на «чрезмерную деланность языка» «Полунощников». О «чрезмерном обилии придуманных и исковерканных слов, местами нанизанных в одну фразу» говорит критик «Русской мысли». Отрицательно отозвался о языке повести журнал «Русское богатство». В январской книжке 1892 года в статье А. А. Слепцова говорилось, что «невероятно причудливый, исковерканный язык… претит читателю» («Литература 1891 года». — «Русское богатство», 1892, № 1).